# Symphyotrichum simmondsii
Symphyotrichum simmondsii là một loài thực vật có hoa trong họ Cúc. Loài này được (Small) G.L.Nesom miêu tả khoa học đầu tiên.